# Kapigel
Der Kapigel (Atelerix frontalis) ist eine im südlichen Afrika lebende Art der Afrikanischen Igel. Die beiden Unterarten des Kapigels kommen dort in zwei deutlich voneinander getrennten Regionen vor.

## Merkmale
Der Kapigel ist ein mittelgroßer Igel, erreicht eine Kopf-Rumpf-Länge von 17 bis 19 cm (Weibchen) bzw. 18,5 bis 21 cm (Männchen) und hat einen kurzen, 2 bis 3 cm langen Schwanz. Die Hinterfußlänge liegt zwischen 3,1 und 3,6 cm. Die Stacheln sind glatt, schwarz oder dunkelbraun und haben eine weißliche Basis und weißliche Spitzen. Das Bauchfell ist dunkelbraun, grau oder schwarz. Der Kopf ist hell, die Region zwischen Augen und Nase schwarz oder dunkelbraun. Die Ohren sind klein, rund und kürzer als die sie umgebenden Stacheln. Die Ohrlänge liegt etwa bei 76 % der Hinterfußlänge. Die Beine sind kurz und von graubrauner oder dunkelbrauner Farbe. Der Hinterfuß hat fünf Zehen. Mit einer Länge von 15 % der Kopf-Rumpf-Länge ist der Schwanz relativ kurz.

## Verbreitungsgebiet und Unterarten

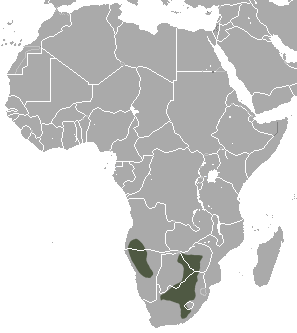
Verbreitungsgebiete (dunkelgrün) des Kapigels: Im westlichen Gebiet lebt die Unterart A. f. angolae, im südöstlichen Gebiet kommt A. f. frontalis vor.

Der Kapigel ist mit zwei Unterarten in einem disjunkten Verbreitungsgebiet im südlichen Afrika verbreitet. Die Nominatform Atelerix frontalis frontalis kommt im Osten von Botswana, im Zentrum und Südwesten von Simbabwe und in Südafrika in einem Gebiet nördlich des Oranje und westlich von 31° Ost vor. In einem schmalen Streifen westlich von Lesotho reicht das Verbreitungsgebiet über den Oranje bis Makhanda. Atelerix frontalis angolae kommt im Südwesten Angolas und im Nordwesten und Zentrum Namibias vor.

## Lebensraum und Lebensweise
Der Kapigel kommt in semiariden Gebieten mit einer jährlichen Regenmenge von 300 bis 800 mm vor. In Wüsten fehlt er. Er ist relativ selten, häufiger aber in Vorstadtgärten, wo ausreichende Deckung und Nahrung vorhanden ist. Die Tiere sind vor allem nachtaktiv und verbringen den Tag meist eingerollt und in der Vegetation versteckt. Hat es geregnet, werden sie aber auch in der Dämmerung aktiv, wahrscheinlich um Regenwürmer zu fressen. Im südafrikanischen Winter, der mit der Trockenzeit zusammenfällt, halten die Kapigel einen Winterschlaf. Sie ernähren sich vor allem von Schnecken, daneben werden Würmer, Insekten, kleine Wirbeltiere, wie Mäuse, Echsen, Frösche, die Jungen bodenbrütender Vögel, sowie Eier und Früchte verzehrt. Auf offene Wasservorkommen zum Trinken scheinen sie nicht angewiesen zu sein. Die Fortpflanzungszeit liegt im Sommer (Oktober bis April). Die Tragzeit beträgt fünf bis sechs Wochen. Pro Wurf werden ein bis neun Junge geboren, in den meisten Fällen sind es vier. Als Wurfplatz dient ein Laubnest oder eine Höhlung z. B. in einem Termitenhügel. Die Jungen bleiben für vier bis sechs Wochen im oder in der Nähe des Nestes, danach werden sie noch für einige Zeit bei der Nahrungssuche vom Weibchen begleitet. Männliche Kapigel beteiligen sich nicht an der Aufzucht der Jungen. Zu den Fressfeinden des Kapigels zählt der Blassuhu (Bubo lacteus).

## Gefährdung
Die IUCN listet den Kapigel als nicht gefährdet (Least Concern).